# La ragazza senza storia
La ragazza senza storia (Abschied von gestern) è un film del 1966 diretto da Alexander Kluge.

## Riconoscimenti
- Mostra internazionale d'arte cinematografica
  - Leone d'argento - Gran premio della giuria
- 1967 - Deutscher Filmpreis
  - Lola al miglior film